# Redondo
Redondo is een plaats en gemeente in het Portugese district Évora.
De gemeente heeft een totale oppervlakte van 368 km² en telde 7288 inwoners in 2001. De plaats telde circa 5800 inwoners.